# Agrupación Militar de la República Española
La Agrupación Militar de la República Española (AMRE) fue una organización fundada en 1945 por la República española en el exilio, que trataba de encuadrar, "censar y controlar" a todos los mandos militares de la Segunda República Española que habían sobrevivido al final de la Guerra Civil, para formar unidades de acoso a la dictadura de Franco. Todo ello en la confianza de que el final de la Segunda Guerra Mundial y el ya claro triunfo de las potencias aliadas en la misma, favorecería la ocupación de España, hecho que finalmente no se produjo. La AMRE dependía de la Junta Española de Liberación, donde estaban representados una parte importante de los líderes y formaciones políticas republicanas, fundamentalmente el Partido Socialista Obrero Español.